# Aleksandër Meksi

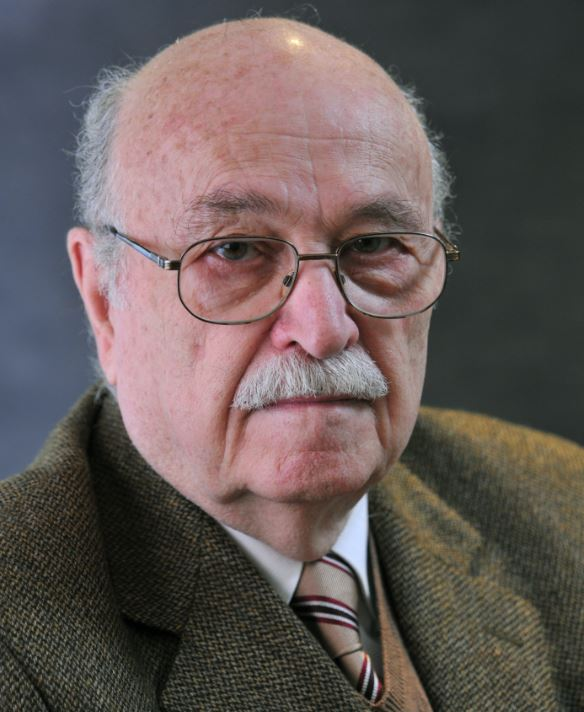
Aleksandër Meksi, 2019

Aleksandër Meksi (* 8. März 1939 in Tirana) ist ein albanischer Politiker.
Meksi war der erste nicht-kommunistische albanische Premierminister von 1992 bis 1997 unter der Präsidentschaft von Sali Berisha. Davor war er ein Jahr lang stellvertretender Parlamentsvorsitzender. Nach den Unruhen des Jahres 1997 im Land wurde Meksi zum Rücktritt gezwungen. Sein Nachfolger wurde Bashkim Fino aus der oppositionellen Sozialistischen Partei (SP), der die breit abgestützte Regierung der nationalen Versöhnung anführte. 
Meksi gehört zu den Gründern der Demokratischen Partei Albaniens (DP), hat heute aber kein Amt mehr inne.
Der an der Universität Tirana ausgebildete Bauingenieur publizierte 2004 Bücher über Kirchen in Albanien und die Restaurierung historischer Monumente. Im kommunistischen Albanien war er lange beim Archäologischen Institut als Restaurator tätig gewesen. Meksi ist verheiratet und hat zwei Kinder.